# Adelphicos ibarrorum
Adelphicos ibarrorum — вид змій родини полозових (Colubridae). Ендемік Гватемали.

## Поширення і екологія
Adelphicos ibarrorum відомі з типової місцевості, розташованої в горах Гватемальского нагір'я в околицях Чичикастенанго. Вони живуть в сосново-дубових лісах та на узліссях. Зустрічаються на висоті від 2000 до 2100 м над рівнем моря. Ведуть наземний, риючий, переважно нічний спосіб життя.

## Збереження
МСОП класифікує цей вид як такий, що перебуває під загрозою зникнення. Adelphicos ibarrorum загрожує знищення природного середовища.